# Abdullah Ahmad Badawi
Tun Abdullah bin Haji Ahmad Badawi (en Jawi: عبد الله بن احمد بدوي‎; Kepala Batas, Penang, 26 de noviembre de 1939-Titiwangsa, Kuala Lumpur, 14 de abril de 2025) abreviado simplemente como Abdullah Ahmad Badawi es un político malasio que fungió como el quinto primer ministro de Malasia 2003 y 2009. Fue también presidente de la Organización Nacional de los Malayos Unidos (UMNO), partido político más importante del país, y dirigió la coalición parlamentaria conocida como Barisan Nasional (Frente Nacional). Es informalmente conocido como Pak Lah, Pak significa "Tío", mientras que Lah es tomado de su nombre 'Abdullah'. También se lo conoce como el "padre del desarrollo del capital humano" (Bapa Pembangunan Modal Insan).[cita requerida]
Siendo diputado del Dewan Rakyat desde 1978, Abdullah ascendió al poder después de la caída en desgracia del vice primer ministro Anwar Ibrahim, en 1998, siendo elegido por el entonces mandatario Mahathir Mohamad para reemplazarlo en 1999. Tras el retiro de Mahathir, Abdullah asumió su cargo el 31 de octubre de 2003. Abdullah enfrentó con éxito las elecciones federales del 21 de marzo de 2004, en las que obtuvo la victoria más aplastante en la historia electoral del Frente oficialista, con el 90% de los escaños bajo su control (198 de 219). De este modo, consolidó su posición política y fue elegido para un mandato completo.
Durante su primer mandato, Abdullah buscó alejarse de las políticas económicas implementadas por su predecesor, Mahathir Mohamad, basando su idea económica en "la innovación y la creatividad", e hizo hincapié en una reactivación del sector agrícola de Malasia. En 2005, Abdullah condujo exitosamente a su país a un acuerdo de libre comercio con Japón.[cita requerida] A partir de 2007, sin embargo, el gobierno de Abdullah debió enfrentarse a un fortalecimiento repentino de la oposición externa, con varias manifestaciones contra la falta de libertad de prensa, el Poder Judicial sesgado, y la supuesta parcialidad de parte de la Comisión Electoral. En este marco se realizaron, adelantadas, las elecciones federales de marzo de 2008. La elección se polarizó entre el oficialismo y una nueva alianza opositora, el Pakatan Rakyat, y la coalición gobernante sufrió su mayor debacle en casi cuatro décadas, perdiendo la mayoría absoluta de dos tercios (que necesitaba para modificar la Constitución Federal) pero conservando una mayoría reducida en medio de acusaciones de gerrymandering y fraude electoral de parte de la oposición.
Aunque fue reelegido, ante el fracaso electoral, durante el siguiente año Abdullah fue fuertemente incitado a dimitir por parte de organizaciones civiles y partidos opositores, y ante el descenso de su popularidad, la presión interna para su salida del poder comenzó a incrementarse en las filas del Barisan Nasional. Finalmente, el 1 de abril de 2009, Abdullah renunció al liderazgo de su partido y a la jefatura del gobierno, y entregó el mando a su vice primer ministro, Najib Razak, dos días más tarde.
Poco después de abandonar el poder, Abdullah recibió el título 'Tun' de parte del Yang di-Pertuan Agong, Mizan Zainal Abidin, por su servicio a la nación. En 2013, no se presentó para la reelección en su circunscripción y abandonó el legislativo. Actualmente, se desempeña como Canciller de Universidad Tecnológica Petronas (UTP).

## Primeros años
Abdullah Ahmad Badawi nació en Bayan Lepas, Penang, en una prominente familia religiosa. El abuelo paterno de Badawi, Syeikh Abdullah Badawi Fahim, era descendiente de Hadrami. Syeikh Abdullah era un líder religioso respetado y nacionalista, y fue uno de los miembros fundadores de Hizbul Muslimin, organización que posteriormente se convertiría en el Partido Islámico Panmalayo (PAS). Después de la independencia, Syeikh Abdullah se convirtió en el primer mufti de Penang como estado de Malasia. Su padre, Ahmad Badawi, era una figura religiosa prominente y miembro de Organización Nacional de los Malayos Unidos (UMNO), organización en la que Abdullah realizaría toda su carrera política. Su madre, Kailan Haji Hassan falleció en Kuala Lumpur a la edad de ochenta años el 2 de febrero de 2004, con su hijo ya en el poder. Su abuelo materno, Ha Su-chiang (chino tradicional: 哈蘇 璋, chino simplificado: 哈苏 璋, pinyin: hā sūzhāng; Wade-Giles: Ha Su-chang ), también conocido como Hassan Salleh, era un musulmán Utsul proveniente de Sanya.
Badawi es un antiguo alumno de la escuela secundaria Bukit Mertajam. Estudió en la MBS (Methodist Boy's School) de Penang para su sexta formación. Badawi obtuvo una Licenciatura en Estudios Islámicos de la Universidad de Malaya en 1964.

## Carrera política temprana
Después de graduarse de la Universidad de Malaya, se unió al Cuerpo Administrativo y diplomático de Malasia (el término formal para el servicio civil). Se desempeñó como Director de Juventud en el Ministerio de Juventud y Deportes, así como Secretario del Consejo Nacional de Operaciones (MAGERAN). Renunció en 1978 para presentarse como candidato a diputado por el distrito electoral de Kepala Batas en el norte de Seberang Perai (que también había sido representado por su padre). En los comicios de 1978, Abdullah obtuvo el escaño con el 62.41% de los votos, siendo la que de hecho sería su victoria menos aplastante durante su período legislativo. Fue reelegido consecutivamente en las elecciones de 1982 (68.51%), 1986 (69.33%), 1990 (70.35%), 1995 (82.77%), 1999 (69.40%), 2004 (77.72%), y 2008 (65.78%).
Temprano durante el mandato de Mahathir como primer ministro, estalló una amarga disputa dentro del partido gobernante UMNO y se dividió en dos bandos, coloquialmente conocidos como 'Equipo A', compuesto por leales a Mahathir, y 'Equipo B', que apoyó al exministro de Finanzas Tengku Razaleigh Hamzah y el ex vice primer ministro Musa Hitam. Mahathir prevaleció, lo que llevó a la exclusión de Razaleigh de la recién establecida UMNO (Baru) o la nueva UMNO. Abdullah era un partidario cercano de su mentor político Musa Hitam en el Equipo B y como resultado, fue despedido de su puesto de Ministro de Defensa en el Gabinete. No se unió al partido Semangat 46 (Espíritu del 46) que fue establecido por Razaleigh. Semangat 46 desapareció en 1996 y Razaleigh retornó a la UMNO poco después.
Cuando UMNO (Baru) se formó en febrero de 1988, Mahathir, el presidente y primer ministro de UMNO, trajo a Abdullah al comité pro tempore de la UMNO (Baru) como vicepresidente. En 1990, Abdullah conservó su puesto en las internas. Durante la reorganización del Gabinete en 1991, Mahathir lo trajo nuevamente al Gabinete como Ministro de Relaciones Exteriores. Ocupó este puesto hasta noviembre de 1999, cuando Syed Hamid Albarlo lo sucedió. Aunque perdió su vicepresidencia en las elecciones internas de la UMNO de 1993, permaneció en el gabinete y fue nombrado ministro de Asuntos Exteriores. Antes de 1998, también se desempeñó como Ministro en el Departamento del primer ministro, Ministro de Educación, Ministro de Defensa y Ministro de Relaciones Exteriores. Completó su período de prueba cuando fue nombrado vice primer ministro de Malasia y Ministro del Interior tras el despido de Anwar Ibrahim a fines de 1998, convirtiéndose en sucesor declarado de Mahathir.

## Gobierno

### Llegada al poder
Mahathir renunció el 31 de octubre de 2003, rechazando una oferta de Abdullah de darle un cargo en su gabinete y comprometiéndose a retirarse de la política. Al asumir la jefatura del gobierno, Abdullah Badawi prometió reprimir la corrupción, empoderando así a las agencias contra la corrupción y brindando más vías para que el público descubra las prácticas corruptas. Abogó por una interpretación del Islam conocida como Islam Hadhari, que defiende la intercompatibilidad entre el islam y el desarrollo económico y tecnológico. Hizo hincapié en una reactivación del sector agrícola de Malasia. Abdullah de inmediato dejó su huella como un primer ministro más tranquilo y menos adverso al diálogo que Mahathir.
Al momento de su llegada al poder, y a diferencia de Anwar Ibrahim, Abdullah era una figura relativamente desconocida ante el público malasio. Muchos analistas políticos y medios de comunicación desconfiaban de Abdullah, y consideraban que le costaría mucho ocupar el vacío de poder dejado por el largo período de gobierno de Mahathir. Fue descrito, sin embargo, como un político con reputación de "buen tipo" que no tenía ideologías fijas y parecía más dispuesto a dialogar con otros grupos políticos.

### Elecciones de 2004
Pocos meses después de asumir y con el objetivo de legitimar su mandato, Abdullah solicitó la disolución temprana del Dewan Rakyat y el llamado a nuevas elecciones para el 21 de marzo de 2004. En las anteriores elecciones, en 1999, últimas bajo el liderazgo de Mahathir, el Barisan Nasional había sufrido una pequeña debacle ante el surgimiento del Barisan Alternatif (Frente Alternativo), compuesto por varios partidos opositores bajo el liderazgo del encarcelado Anwar Ibrahim. Ante los comicios venideros, y con credenciales religiosas superiores a las de Mahathir, Abdullah pudo realizar una campaña secular más atractiva que la que proponía el Frente Alternativo, dominado por el Partido Islámico Panmalayo y con fuerte énfasis en islamizar a la población. Esto, sumado a la lucha contra la corrupción iniciada por Abdullah y a la salida del importante Partido de Acción Democrática (DAP) de la coalición opositora, contribuyó a que el Barisan Nasional tuviera la victoria más aplastante desde su fundación, con el 63.85% del voto popular y el control del 90% de los escaños. Logró arrebatar también la gobernación del estado de Terengganu al PAS y estuvo muy cerca de tomar el control de Kelantan por primera vez desde 1990. De este modo, todos los estados excepto Kelantan tuvieron mayoría legislativa del Barisan Nasional. A esta victoria se la conoció como "Abdullah Tsunami" (El tsunami de Abdullah).

### Obra de gobierno

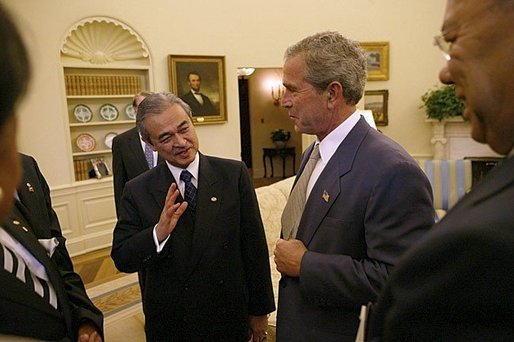
Abdullah Badawi junto al presidente de los Estados Unidos, George W. Bush, en julio de 2004.

En septiembre de 2004, el líder de la oposición Anwar Ibrahim fue liberado de prisión luego de la anulación de sus cargos de sodomía. La condena de Ibrahim había sido vista por varias organizaciones internacionales de derechos humanos como parcializada por motivos políticos. Ibrahim agradeció públicamente a Abdullah por no haber interferido en su liberación y reconoció una ligera liberalización política de parte del nuevo gobernante. Abdullah también se centró en la seguridad interna de Malasia después del aumento de las prácticas corruptas, como el soborno, en la aplicación de la ley en Malasia .
Abdullah es extraoficialmente conocido como Pak Lah (diminutivo malayo para 'Tío Abdullah'). El gobierno malayo emitió una declaración de que el primer ministro no debería ser referido por este apodo en artículos oficiales y en papel prensa; sin embargo, el apodo todavía se usa informalmente. De hecho, el propio Abdullah a menudo usaba ese apodo para referirse a sí mismo durante las reuniones públicas.
El nuevo primer ministro participó activamente en la formulación de la política exterior. Fue presidente de la Organización de la Conferencia Islámica desde el comienzo de su mandato en 2003. Desde 2005, fue presidente de la Asociación de Naciones del Sudeste Asiático (ASEAN). También se desempeñó como presidente del Movimiento de Países No Alineados desde octubre de 2003 hasta septiembre de 2006.
Pocos días después de la liberación de Ibrahim, el 10 de septiembre, Abdullah presentó su primer presupuesto anual. Abdullah declaró el fin del legado económico y los grandiosos proyectos de su predecesor, Mahathir Mohamad, durante la 57.ª Asamblea General de la UMNO. Les dijo a los delegados que no seguiría las estrategias económicas adoptadas hace dos décadas por Mahathir. Dijo que en el pasado, la riqueza no se generaba por la innovación y la creatividad, sino por la inversión extranjera, los contratos gubernamentales y la privatización. La agricultura y la biotecnología son algunos de los temas destacados en el 9MP (Noveno Plan Malasio) que el gobierno cree que tales sectores todavía pueden generar riqueza para muchos malasios, especialmente aquellos en áreas rurales.
A fines de 2005, Badawi condujo exitosamente a Malasia a un histórico acuerdo de libre comercio con Japón que permite a los dos países desembolsar los aranceles sobre esencialmente todos los productos industriales y la mayoría de los productos agrícolas, forestales y pesqueros en una década.
Bajo la administración de Abdullah Badawi, el país se movió hacia una economía de cadena de valor desarrollando sus fortalezas inherentes en la agricultura sin perder su base de fabricación existente. Sin embargo, Abdullah fue criticado por su manejo de las alzas repentinas en el precio de la gasolina y la electricidad a través de la reestructuración de los subsidios del gobierno, especialmente porque es perjudicial para la posición de Malasia como exportadora tradicional.
El 31 de agosto de 2007, al cumplirse cinco décadas de la independencia de Malasia del Reino Unido, Abdullah realizó el simbólico grito de "¡Merdeka!" (rica, próspera y poderosa) en conmemoración al realizado por Tunku Abdul Rahman al independizarse el país. Las celebraciones se llevaron a cabo en Merdeka Square, Kuala Lumpur, donde miles de personas se habían congregado.

### Debacle electoral de 2008

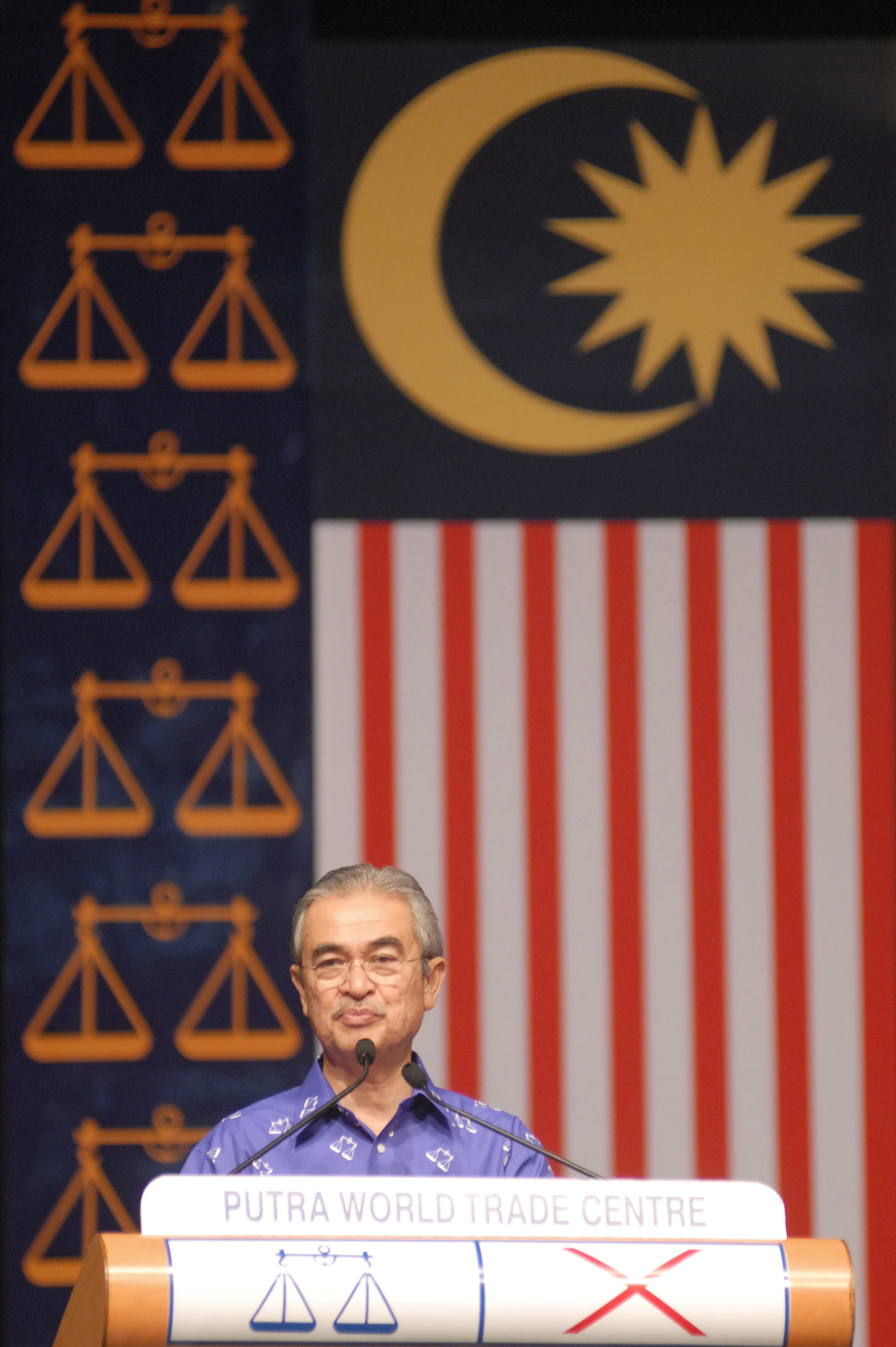
Abdullah dando un discurso de campaña en febrero de 2008. El resultado de su partido en estos comicios le costaría el gobierno.

Abdullah solicitó la disolución del parlamento el 13 de febrero de 2008, adelantando considerablemente la fecha de las elecciones (previstas para 2009). Las especulaciones sobre la fecha exacta de los comicios eran abundantes, ya que los analistas políticos esperaban que se realizaran después del Año Nuevo chino el 7 de febrero y durante las vacaciones escolares de una semana del 7 al 16 de marzo, ya que las escuelas estarían disponibles para su uso como centros de votación. Los analistas políticos vieron las elecciones de marzo como un intento del primer ministro de obtener un nuevo mandato antes de que se diera una desaceleración en las economías global y malaya, provocada por la Gran Recesión, y una estratagema para impedir que el líder de la oposición, Anwar Ibrahim, se presentara como candidato, ya que su prohibición de participar en la política vencía el 14 de abril.
El Centro Merdeka realizó una encuesta en 2008 para medir la opinión pública y el resultado se publicó poco después. Hubo una serie de cuestiones planteadas por varias partes en el período previo a las elecciones. Entre los temas se encuentran la inflación, la escasez de bienes, los subsidios a los combustibles, el aumento del crimen, la represión política, mala administración, corrupción, y la demanda de elecciones libres y justas por parte de un grupo de ONG y partidos políticos bajo la Coalición para Elecciones Libres y Justas (BERSIH). Otro problema era la desigualdad racial, resaltada por la organización de derechos indos HINDRAF, con varios de sus miembros detenidos por la Ley de Seguridad Interna, el caso relacionado con la Real Comisión de Investigación sobre el Videoclip de Lingam y la elegibilidad de Anwar Ibrahim, para ser candidato. La ira entre los indígenas étnicos con respecto a cuestiones tales como las restricciones al empleo, la educación, la libertad de religión, la falta de derechos y un sentimiento generalizado de pérdida de dignidad jugaron un papel importante en la opinión del electorado. Aunque el gobierno reclamaba que las elecciones eran justas, la oposición resaltó la manipulación de distritos y destacó casos de fraude electoral generalizado y compra de votos. Las acusaciones, sumado a las protestas recientes, sirvieron para mermar severamente la popularidad del frente oficialista.
El Barisan Nasional organizó una lista más joven de candidatos con menos vínculos con el ex primer ministro Mahathir Mohamad, el artífice de las políticas de acción afirmativa en las elecciones. Abdullah dijo que necesitaba "uno o dos períodos más" para completar con éxito varios proyectos económicos que comenzó. La campaña del Barisan Nasional fue vigorosa y se destacó por anuncios de "seguridad, paz, prosperidad" en anuncios destacados en los periódicos y la televisión. Los principales partidos de oposición malayos, en ese momento el Partido de la Justicia Popular (PKR), el Partido de Acción Democrática (DAP) y el Partido Islámico de Malasia (PAS), alineados en la coalición Pakatan Rakyat (Pacto Popular), planearon negarle a la coalición gobernante una mayoría de dos tercios en el Parlamento en un intento por aflojar el poder del gobierno luego de cinco décadas gobernando, como se refleja en sus manifiestos. Los tres partidos destacaron la creciente tasa de criminalidad de Malasia, la fuerte inflación, y la corrupción gubernamental a lo largo de la campaña electoral.
Los comicios se realizaron el 8 de marzo de 2008. En medio de acusaciones de gerrymandering, fraude electoral e intimidación, el Barisan Nasional triunfó con un fuerte descenso, al recibir el 51.39% del voto popular contra el 47.79% de la alianza opositora, y 140 de los 222 escaños contra 82 del Pakatan Rakyat. El resultado fue desastroso para el oficialismo, con cerca de medio millón de votos menos que en 2004, y perdiendo la mayoría absoluta de dos tercios que conservaba desde su fundación en 1973. En el plano estatal, el gobierno perdió el control de cuatro gobernaciones y fue duramente derrotado en Kelantan, que fue retenido por el PAS, quedando casi la mitad de los estados en juego bajo el control del Pakatan Rakyat. Las pérdidas estatales incluían los estados más poblados, desarrollados y ricos (Selangor, Perak, Kedah) y el estado natal de Abdullah, Penang.

### Declive y renuncia
Aunque el Barisan Nasional sufrió un gran revés, Abdullah prometió cumplir las promesas en su manifiesto en medio de llamadas de Mahathir, la oposición e incluso entre algunos miembros de la UMNO para que dimitiera. Sin embargo, su adjunto, Najib Razak, y una gran mayoría de su partido expresaron su apoyo incondicional a su liderazgo. Pasó un corto período de tiempo antes de que la disidencia abierta comenzara a gestarse en la base del partido, con la puesta en marcha de campañas y peticiones para solicitar su renuncia. En estas condiciones Abdullah prestó juramento por un segundo mandato como primer ministro el 10 de marzo de 2008. Badawi presentó un gabinete modernizado de 68 miembros el 18 de marzo de 2008, reduciendo la mitad de los ministros en su administración anterior y conservando la cartera financiera crucial para él.
Después del fracaso electoral, el gobierno de Abdullah comenzó a sufrir cada vez más ataques no solo de la fortalecida oposición, sino de la fuerte facción descontenta dentro de su propio partido. Mukhriz Mahathir, el hijo del ex primer ministro, que exigió la renuncia de Abdullah, no recibió sanciones de parte del jefe de la Juventud de la UMNO, Hishammuddin, que descartó el exabrupto como una opinión personal, lo que fue visto como una demostración de que la estructura interna del partido se estaba volviendo contra el mandatario. Esto se debía a que la dirigencia de la UMNO quería que Abdullah asumiera toda la responsabilidad por el mal desempeño electoral de la coalición y fuera reemplazado antes de las siguientes elecciones. Inició dos cambios significativos en el sistema después de las elecciones generales al declarar que la Agencia Anticorrupción (ACA) era totalmente independiente e inició un proceso de reforma judicial dirigida por la Comisión Real de Investigación de VK Lingam.

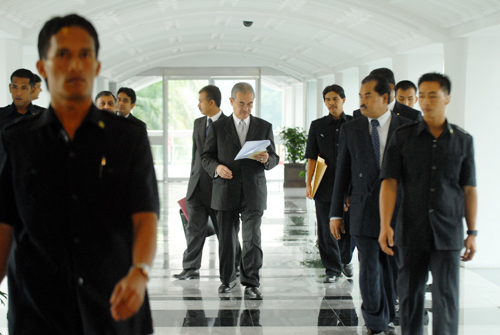
Abdullah ingresa a la sede del Parlamento el 30 de abril de 2008, poco después de asumir su segundo mandato.

Con respecto a la transmisión en vivo en las sesiones del Dewan Rakyat (la primera vez desde después de las elecciones), Abdullah dijo que estaba avergonzado de lo que había sucedido en Dewan Rakyat el miércoles 30 de abril de 2008 (un enfrentamiento verbal entre los diputados Karpal Singh y Bung Moktar Radin lleno de insultos personales) y afirmó que la transmisión en vivo debía ser desechada. Dijo que lo que sucedió fue simplemente "demasiado" para él. "Me sentí avergonzado si la gente mirara televisión y viera lo que sucedía en nuestro Dewan. En mi corazón, también sentí que todo esto sucedió porque hubo una transmisión en vivo en ese momento", dijo el primer ministro. Hubo un fuerte intercambio de ideas de los diputados del gobierno y los diputados de la oposición. Algunos diputados sugirieron que la transmisión en vivo no debería descartarse para que la gente supiera lo que realmente estaba sucediendo en Dewan Rakyat y juzgar a los diputados al dirigir la voz de la gente en el parlamento, y que la transmisión en vivo de los procedimientos debía continuar para mostrar que hay transparencia y para que la gente sepa cómo se comportan y debaten los parlamentarios.
El 19 de mayo de 2008, la disputa entre Mahathir y Abdullah llegó a una etapa "impactante" cuando Mahathir, que había servido como Presidente de la UMNO durante veintidós años, anunció que abandonaría el partido después de haber perdido la confianza en el liderazgo de Abdullah, y que solo se reincorporaría al mismo luego de que Abdullah renunciara como presidente de la UMNO y primer ministro. El 15 de septiembre, el ministro de gabinete de Abdullah, el senador Datuk Zaid Ibrahim, presentó su carta de renuncia al primer ministro, como una protesta a la acción del gobierno en la detención de un bloguero, un miembro del parlamento y un reportero bajo la Ley de Seguridad Interna. Abdullah aceptó la renuncia ese mismo día.
El 10 de julio, tras mucha especulación, Abdullah finalmente anunció que dimitiría como presidente de la UMNO y primer ministro en junio de 2009.
Abdullah Ahmad Badawi entregó su carta de renuncia al Yang di-Pertuan Agong el 2 de abril de 2009, un día después de haber sido reemplazado por Najib Razak como presidente de la UMNO. Najib juró el cargo de primer ministro al día siguiente. Abdullah recibió entonces un título de "Tun" por parte del Rey. Sin embargo, poco antes de la renuncia, Najib le prometió a Abdullah que su distrito electoral en Kepala Batas seguiría recibiendo fondos de desarrollo, donde continuaría sirviendo como miembro del Parlamento.

## Controversias
Mientras que al principio el gobierno de Abdullah declaró haber iniciado una campaña para mejorar la transparencia, esto fue puesto en duda en diversas ocasiones por figuras opositoras e internacionales. Luego de haber realizado numerosos movimientos legales para imputar a figuras prominentes como Eric Chia y al entonces Ministro de Desarrollo de Tierras y Cooperativas, Kasitah Gaddam, por cargos de malversación, los esfuerzos de la administración de Abdullah para combatir la corrupción supuestamente se volvieron menos transparentes. El periódico The Economist señaló en un informe publicado el 22 de marzo de 2007 y titulado "Malasia, ¿Limpia?" que durante el gobierno de Abdullah se realizaron muy pocos progresos para poner fin a la corrupción en Malasia. Las mayores acusaciones que pesaron sobre Abdullah durante su mandato fueron de amiguismo y nepotismo. El primer ministro fue criticado por permitir que su hermano Fahim Ibrahim Badawi comprara el 51% de la empresa MAS Catering Sdn Bhd, propiedad del gobierno federal. Se criticó además que familiares de Abdullah estuvieran involucrados en supuesto abusos del programa iraquí "Petróleo por comida". También se sospechaba que su yerno, Khairy Jamaluddin, tenía una influencia excesiva sobre Abdullah y estaba escalando posiciones muy rápidamente dentro de la UMNO. El fuerte rechazo de la población a la figura de Jamaluddin sería visto posteriormente como un importante lastre para la popularidad de Abdullah, y del propio Barisan Nasional.
En 2005, varios medios de comunicación alegaron que, bajo la administración de Abdullah, se había producido un aumento significativo en los casos de amiguismo con respecto a la distribución de permisos de importación para vehículos fabricados en el extranjero. Entonces el ex primer ministro Mahathir había pedido una investigación del problema. Más tarde, Mahathir criticó también a Abdullah por cancelar una serie de proyectos de desarrollo que había iniciado el primero, como la construcción de un puente para reemplazar la calzada que une Malasia y Singapur.
Otra importante fuente de controversia fue la posición de Abdullah en temas religiosos. Su victoria electoral de 2004 fue fuertemente motivada por el rechazo al programa islámico radical de la oposición. Sin embargo, se acusó constantemente a Abdullah de tener un pensamiento islamista. En 2007, Abdullah describió a Malasia directamente como un "estado islámico", aunque posteriormente desdijo tal declaración, afirmando que Malasia se encontraba en un equilibrio religioso, y que no era "ni un estado teocrático ni un estado laico". Con frecuencia utilizaría posteriormente el término "Negara Islam" (Nación Islámica) para referirse al país. Su postura religiosa provocó fricciones internas dentro del Barisan Nasional, compuesto por partidos de distinta etnia y religión. Fundamentalmente la Asociación China de Malasia (MCA), que es el segundo partido más importante de la coalición después de la UMNO, vio con reservas las declaraciones religiosas de Abdullah, pues la postura del MCA es absolutamente secular, considerando que la ley está por encima de los asuntos religiosos.

## Vida personal

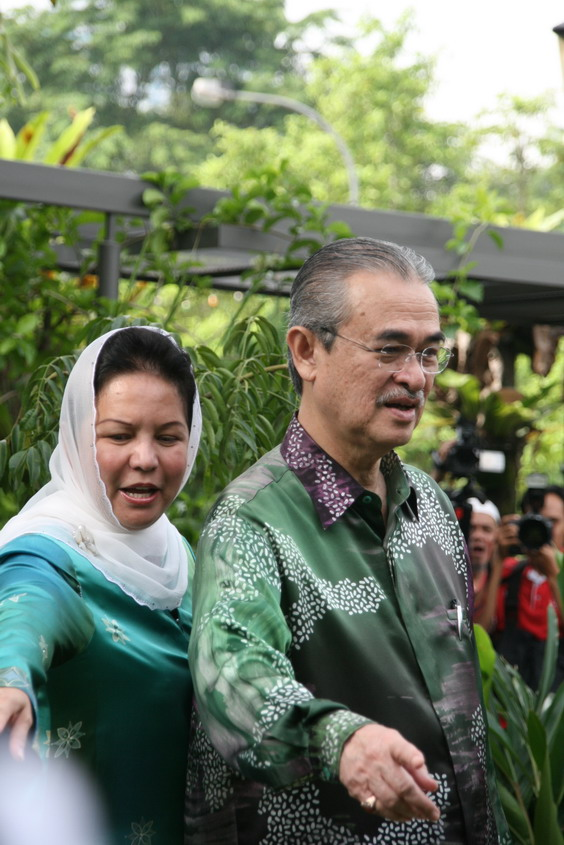
Abdullah junto a su segunda esposa, Jeanne Danker.

El 20 de octubre de 2005, la esposa de Abdullah Badawi, Endon Mahmood, murió de cáncer de mama. Endon descubrió la enfermedad en 2003, mientras que su hermana gemela Noraini, que anteriormente había sido diagnosticada con la misma enfermedad, murió en enero de ese mismo año. Recibió tratamiento en los Estados Unidos y regresó a Malasia dieciocho días antes de su muerte. Está enterrada en un cementerio musulmán, en Taman Selatan, precinto 20, Putrajaya.
El 6 de junio de 2007, la oficina del primer ministro anunció el matrimonio de Abdullah Badawi con Jeanne Danker. El 9 de junio, se celebró una ceremonia privada en la residencia del primer ministro, Seri Perdana , a la que asistieron familiares cercanos. Jeanne estaba casada con el hermano menor de la difunta esposa de Abdullah Badawi. También era administradora del complejo residencial Seri Perdana y tiene dos hijos de su matrimonio anterior.